# 자르넨역
자르넨역(Sarnen)은 스위스 루체른과 인터라켄을 연결하는 첸트랄반 소유의 브뤼닉선에 있는 기차역이다.  역은 옵발덴주의 자르넨에 있다.

## 운행편
다음 서비스는 자르넨 북역에서 정차한다.
- 인터레기오 : 루체른-인터라켄 익스프레스 : 루체른과 인터라켄 동역 사이를 매시간 운행한다.
- 루체른 에스반 :
  - S5 : 루체른과 기스빌 사이를 30분 간격으로 운행합니다.
  - S55 : 루체른과 작센 간의 러시아워 서비스